# 野生のさけび
『野生のさけび』は、テレビ東京系列で1982年4月17日から同年9月25日まで放送されたテレビアニメ。 
正式タイトルは、『アニメ 野生のさけび』。

## 概要
昭和期の文壇で活躍し「椋鳩十児童文学賞」に名を残す作家・椋鳩十（むく・はとじゅう）が著した動物文学を原作とする、毎回一話完結のTVアニメシリーズ。
山から拾われてきた一匹の子ギツネ。だがなかなか人間の餌づけを受け入れず、何も口にしようとしない。しかし日にちが経ってなお、なぜか子ギツネは元気だった。実は、人間に捕まった子ギツネを心配したキツネの両親が、夜間、人目を盗んで子供のもとに餌を届けに来ていたのだ……。（「金色の足あと」）。
アニメ制作は、『合身戦隊メカンダーロボ』『アンデス少年ペペロの冒険』の和光プロダクションが担当。メイン脚本家は、タツノコプロやサンライズの諸作で活躍の鳥海尽三。1970年代の深夜ラジオ番組『たむたむたいむ』（ニッポン放送）のDJとしても大人気だった放送作家・かぜ耕司が、主題歌『愛する地球（ほし）の上で』の作詞を手がけている。
制作されたのは全26話だが、放送されたのはその内、22話分だけだった。そのため、未放送分の残り4話は2年後の1984年3月に、『光速電神アルベガス』終了後のつなぎ番組として放送した。

## 放送時間
| 期    | 放送期間         | 放送時間（JST）       |
| ----- | ---------------- | --------------------- |
| 第1期 | 1982.4.17 - 9.25 | 毎週土曜19:30 - 20:00 |
| 第2期 | 1984.3.7 - 3.28  | 毎週水曜17:55 - 18:25 |

テレビ東京（東京12チャンネル時代も含む）に於いての土曜19時30分台のアニメ作品は1976年放送の『ふしぎなメルモ』『ジャングル大帝（第1作）』（共に再放送）と、1980年10月 - 1981年3月放送の『まんがことわざ事典』（この後日曜朝に移動して継続）以来だが、新作は『ことわざ事典』に次いで2作目にして、事実上最後である（「テレビ東京」に社名変更後は、これが唯一）。

## スタッフ・キャスト

### スタッフ
- 企画・プロデューサー - 江津兵太（テレビ東京）、高橋澄夫（和光プロダクション） 、郷田三朗（和光プロダクション）
- 原作 - 椋鳩十
- チーフディレクター - 大町繁、玉沢武
- 構成 - 鳥プロ
- 美術監督 - 水野尾純一
- 撮影監督 - 弘野正之
- 録音監督 - 千葉耕市
- 演出補 - 坂田透
- 音楽 - 中田好伸
- 制作デスク - 杉山健児
- 色指定 - 長沢渉子
- タイトル - 市野正二
- 撮影 - 角田秀一、武川昌志
- 編集 - 阿良木プロモーション
- 現像 - 東京現像所
- 製作 - テレビ東京、和光プロダクション

#### 各話スタッフ
- 脚本 - 海老沼三郎、鳥海尽三、山中延高
- 演出 - 大町繁、小野里英二、玉沢武、角谷哲生
- 作画監督 - 鈴木康彦、安東信悦、鈴木孝夫、鶴山修、高倉健雄、須田勝、原完治
- 効果 - 佐藤一俊(E&M)
- 録音 - セントラル録音
- 調整 - 依田章良
- オーディオ制作 - 千田啓子(クルーズ)

### キャスト
- ナレーション - 牟田悌三
- 声の出演 - 牟田悌三、久世龍之介、益富信孝、植田敏生、立沢雅人、田中耕二、三橋洋一、大木正司、渥美れい子、平尾仁、西村智博、西村知道、間嶋里美、長堀芳夫、松尾佳子、北川智絵、横尾まり、小滝進 、佐藤正治、島田敏、高島雅羅、田中真弓、堀部隆一、沢りつお、丸山裕子、川浪葉子、山田礼子、小池榮、立木文彦、広瀬正志、鈴置洋孝、石井成子、片岡富枝、小宮和枝、大山高男、広森信吾、笹岡繁蔵、 滝雅也、つかせのりこ、秋元千賀子、松岡洋子、横沢啓子、兼本新吾、鈴木れい子、山本龍二、内堀和晴、二又一成、川地希久代、安田良子、野部敏江、中野聖子、貴家堂子、有馬瑞香、山田栄子、村松康雄、高橋ひろ子、斉藤豊治、三浦雅子、大塚智子、水倉久美子、高村章子、安宅誠、塩沢兼人、久松夕子、龍田直樹、中村秀利、野本礼三、佐々木るん、戸谷公次、政宗一成、沖村雄司、山本圭子、他

## 主題歌
オープニング「愛する地球の上で」
- 作詞 - かぜ耕士  / 作曲 - チト河内 / 編曲 - クニ河内 / 歌 - たいらいさお
- レーベル - キングレコード

エンディング「四季のロンド」
- 作詞 - かぜ耕士 / 作曲 - チト河内 / 編曲 - クニ河内 / 歌 - たいらいさお
- レーベル - キングレコード

## サブタイトル
| 話数 | サブタイトル         | 演出              | 作画監督        |
| ---- | -------------------- | ----------------- | --------------- |
| 1    | 山の太郎グマ         | 大町繁 小野里英治 | 鈴木康彦        |
| 2    | カガミジシ           | 大町繁 小野里英治 | 安東信悦        |
| 3    | 片耳の大シカ         | 大町繁 小野里英治 | 鈴木康彦        |
| 4    | 黒いギャング         | 大町繁 小野里英治 | 鈴木孝夫        |
| 5    | 山の大将             | 大町繁 小野里英治 | 鶴山修          |
| 6    | チビザル兄弟         | 大町繁 小野里英治 | 安東信悦        |
| 7    | ヤセ牛物語           | 大町繁 小野里英治 | 鈴木康彦        |
| 8    | 山へ帰る             | 大町繁 小野里英治 | 高倉建雄        |
| 9    | 金色の足あと         | 大町繁 小野里英治 | 鈴木康彦        |
| 10   | 森の王者             | 大町繁 小野里英治 | S・ジァイアンツ |
| 11   | 王者の座             | 大町繁 小野里英治 | 須田勝          |
| 12   | みかづきとタヌキ     | 大町繁 小野里英治 | 鈴木康彦        |
| 13   | 消えた野犬           | 大町繁 小野里英治 | 須田勝          |
| 14   | カワウソの海         | 大町繁 小野里英治 | 鈴木孝夫        |
| 15   | 犬塚                 | 玉沢武            | 原完治          |
| 16   | 森の友だち           | 角谷哲生          | 安東信悦        |
| 17   | マヤの一生           | 坂田透            | 鈴木孝夫        |
| 18   | 白いサメ             | 大町繁 小野里英治 | 鈴木康彦        |
| 19   | 南島のシシ白耳       | 大町繁 小野里英治 | 鈴木康彦        |
| 20   | 月の輪グマ           | 大町繁 小野里英治 | 渡辺邦男        |
| 21   | 底なし谷のカモシカ   | 大町繁 小野里英治 | 原完治          |
| 22   | 子ジカのホシタロウ   | 大町繁 小野里英治 | 鈴木康彦        |
| 23   | 野獣の島             | 大町繁 小野里英治 | 鈴木孝夫        |
| 24   | 赤い霜柱             | 玉沢武            | 鈴木孝夫        |
| 25   | 大空に生きる（前編） | 坂田透            | 原完治          |
| 26   | 大空に生きる（後編） | 坂田透            | 原完治          |

## 放送局
- テレビ東京：土曜 19:30 - 20:00
- 福島中央テレビ：月 - 金曜 6:15 - 6:45[1]
- 富山テレビ：水曜 16:50 - 17:20（1986年1月時点で放送）[2]
- テレビ静岡：月曜 16:30 - 17:00